# 滝川クリステル
滝川 クリステル（たきがわ クリステル、Christel Takigawa、1977年10月1日 - ）は、日本のフリーアナウンサー、動物愛護生物保全活動家。結婚前の本名は滝川 ラルドゥ クリステル 雅美 (Takigawa Lardux Christel Masami)。結婚後の姓は非公表。

## 来歴
フランス・パリで、フランス人の父と日本人の母のもとに生まれる。3歳の時に家族で来日し、10歳まで母親の出身地である兵庫県神戸市で居住。小学校6年生の時、父親の転勤で再び渡仏。約1年間滞在し、再び来日。神戸市立北野小学校（現・神戸市立こうべ小学校）出身。世田谷区立砧中学校、東京都立青山高等学校、青山学院大学文学部フランス文学科卒業。
2000年にフジテレビを受験するも不採用。その後、共同テレビジョンに初の新卒アナウンサーとして、相川梨絵・安藤幸代と共に入社。入社直後に相川・安藤と3人でフジテレビに研修出向となり、フジテレビ局アナ扱いとして『少年タイヤ』『FNNスーパーニュース』などに出演。当初は和名の滝川 雅美で活動していたが、すぐに滝川クリステル名義での出演に切り替わった。2002年10月から『ニュースJAPAN』のキャスターを担当。2003年3月でフジテレビへの出向は満了となるが、共同テレビに戻ってからも、フジテレビとの専属契約を結んでいた。2007年4月から報道番組『新報道プレミアA』を安藤優子とともに担当。2008年10月30日にフジテレビ、共同テレビ、セント・フォースが共同設立したアナウンサープロダクションのフォニックスと所属契約を結ぶ。
2009年9月25日を以って7年間キャスターを務めた『ニュースJAPAN』を降板、後任はフジテレビアナウンサーの秋元優里とバトンタッチすることとなった。『毎日.jp』によると、フジテレビは「秋の番組改編による交代」（フジテレビ側）であると報じている。また、本人は「明日の自分と出会うために新しい一歩を踏み出すことを決意しました」というコメントを同紙に寄せた。2009年9月30日には共同テレビ在籍時代から結んでいたフジテレビとの専属契約を、契約期間満了により解除した。これに伴い企業CMへの出演を解禁し、フジテレビを基本としつつもNHKやWOWOWなど他局への出演も始めている。2010年4月から2013年3月まで3年間、『Mr.サンデー』に出演。
2008年に日仏交流150年フランス広報大使を假屋崎省吾と共に務めた。2009年2月、環境省地球いきもの応援団、一般社団法人日本動物虐待防止協会の名誉会員、2011年4月、世界自然保護基金ジャパン顧問、2012年6月、世界の医療団親善大使などを務めている。
2013年ブエノスアイレスで開かれたIOCの夏季東京五輪誘致にてフランス語と英語でプレゼンするという重責を担い、日本の「お・も・て・な・し」の心を印象的にアピール。東京への招致に一役買い、この言葉が2013年の｢新語・流行語大賞｣の年間大賞を受賞。2014年『ニュースJAPAN』のキャスターを2003年までともに担当した安倍宏行とインターネット・メディア『Japan In-Depth』の動画配信番組にて10年ぶりの共演を果たした。同年5月29日に動物保護・生物多様性保全を目的に一般財団法人クリステル・ヴィ・アンサンブルを設立。代表理事に就任し、殺処分所から犬や猫を保護する団体を支援している。「2020年を目標に、アニマル・ウェルフェアにのっとった犬猫の殺処分ゼロを目指して」とするネット募金も行っている。
2019年（令和元年）8月7日に衆議院議員の小泉進次郎と結婚、妊娠を発表、首相官邸で安倍晋三首相と菅義偉官房長官に結婚を報告した後、報道陣の取材に応じた。翌8日、婚姻届を提出。同月21日、長野県軽井沢町の教会で内密に挙式。2020年1月17日、第1子男児を出産。2023年10月15日、第2子妊娠を公表。11月22日、女児の出産を報告

## 人物
- 趣味は水泳、テニス、スキー、ジャズダンス、音楽鑑賞[7]。
- 日本語、フランス語、英語を話せるトリリンガルである[7]。
- 社会貢献活動にも積極的で、ルーム・トゥ・リードの新企画「旅するGood Action 〜Baby Yak Around the World by Room to Read〜」を支援している。
- フジテレビアナウンサーの梅津弥英子はフランス文学科の同級生。

## 栄典
- 2013年1月 - 芸術文化勲章シュヴァリエ（フランス）[20]
- 2018年12月4日 - 国家功労勲章シュヴァリエ（フランス）[20][21]

## 家族・親族

### 滝川家
父親はフランス人。母親は日本人。弟はモデルの滝川ロラン、弟の妻（義妹）はファッションモデルの美優。母方の従兄弟（従姉妹）に、フリーキャスターの目黒陽子、俳優の滝川英治がいる。祖父は元武田薬品工業勤務の滝川堅治。

## 出演

### 報道番組
- ニュースJAPAN（2002年10月 - 2009年9月25日、フジテレビ）
- FNN選挙WARS〜改革の最終審判〜（2005年9月11日、フジテレビ）
- 新報道プレミアA（2007年4月1日 - 2008年6月22日、フジテレビ・関西テレビ）
- FNNスーパー選挙王（2007年7月29日、フジテレビ）
- FNNスーパー選挙2009 審判の日（2009年8月30日、フジテレビ）
- 教えてMr.ニュース 池上彰のそうなんだニッポン（2009年12月1日 - 不定期、フジテレビ）
- 列島縦断LIVE2009景気回復テレビ（2009年12月31日、フジテレビ）
- Mr.サンデー（2010年4月18日 - 2013年3月24日 、フジテレビ・関西テレビ）

### ドキュメンタリー番組
- BBC EARTH 2010 グレート・ネイチャー 大自然の叙事詩 （2010年1月2日、WOWOW）
- BBC EARTH 2010（2010年2月6日 - 7月24日、WOWOW）
- マダガスカル不可思議な楽園（2011年10月6日 - 、WOWOWプライム）
- 『Earth Walker』（BSフジ） - 旅人
  - 二夜連続新春特別企画『Earth Walker（第一章）第一夜 世界一大きい木ジャイアントセコイア』（2012年1月2日）
  - 二夜連続新春特別企画『Earth Walker（第二章）第二夜 世界一美しい珊瑚の海レディエオット島』（2012年1月3日）
  - 『Earth Walker（第三章）第一夜 世界で一番長い火山洞窟に潜る〜火の島ハワイ地球創世物語〜』（2013年12月30日）
  - 『Earth Walker（第四章）第二夜 生態系の頂点 幻のオオカミに逢う〜イエローストーン地球再生物語〜』（2013年12月31日）
  - 『Earth Walker 2015（第五章）小笠原"進化"の冒険』（2015年1月1日）
  - 『Earth Walker 2016（第六章）最後の楽園 パプアニューギニア いきものたちと奇跡のコンタクト』（2016年12月28日）
  - 『Earth Walker 2017（第七章）太古のタスマニア〜「赤い海」に隠された人類を救う奇跡の進化〜』（2017年1月1日）
- ザ・ドキュメント 文楽のゆくえ～『橋下改革』と世界遺産～（2012年5月18日 - 、フジテレビ・関西テレビ） - ナレーション
- 白夜の国からベニスへ憧れの豪華列車で行く〜オリエント急行 欧州縦断2300キロ〜（2013年6月22日、BS朝日） - 案内役
- 滝川クリステルのフィレンツェ紀行 もう一枚のモナリザ 天才ダ・ヴィンチの謎を追う（2014年1月12日、BS朝日） - ナビゲーター
- テレビ東京開局50周年記念番組　地球ドック 〜宇宙から今の地球を健康診断〜（2014年4月、テレビ東京） - MC
- 百年プレミアム（2014年6月 - 2014年8月、全8回、BSフジ） - 語り
- 滝川クリステルのベイビープラネット〜希少動物の赤ちゃんを訪ねて〜（2014年7月13日、BSジャパン） - 旅人
- 滝川クリステルのオランダ美術紀行〜もう一人のフェルメール 20世紀最大の贋作事件を追う!〜（2015年1月11日、BS朝日）[23]
- TVQ九州放送開局25周年特別番組 世界遺産スペシャル 滝川クリステルがせまる長崎教会群秘められた真実（2015年12月23日、TVQ九州放送制作、テレビ東京系列）[24]
- 滝川クリステルの美術ミステリー紀行〜ピカソと岡本太郎 巨大壁画に隠された謎!〜（2016年3月6日、BS朝日）[25] - ナビゲーター
- テレメンタリー2016「スイス 消えてゆく氷河〜地球温暖化最前線をゆく」（2016年3月、北海道テレビ放送制作、テレビ朝日系列） - ナレーション
- 滝川クリステルが見た! Discover Japan〜世界が驚く、凄いニッポン!〜（2016年3月31日、BS朝日） - ナビゲーター

### スポーツ番組
- 全仏オープンテニス2015（2015年、テレビ東京）- MC

### その他のテレビ番組
- トリビアの泉 へぇへぇの種で大満開 久しぶりにやったらギネスまでとっちゃたよSP（2010年2月27日、フジテレビ）
- 独占生中継! 第82回アカデミー賞授賞式（2010年3月8日、WOWOW）
- Lifeという奇跡（2010年4月、WOWOW）
- 独占生中継! 第52回グラミー賞授賞式（2010年4月27日、WOWOW）
- プロジェクトWISDOM（2012年3月まで）→グローバルディベートWISDOM（2012年5月以降）（2010年4月29日 - 2010年度は不定期・2011年度以降は毎月最終土曜、NHK BS1）
  - ※2012年4月のグローバルディベートWISDOM初回は出演しなかった。
- 生中継！第54回グラミー賞授賞式（2012年2月6日、WOWOW）
- 正月時代劇 御鑓拝借〜酔いどれ小籐次留書〜（2013年1月1日、NHK） - 語り
- 2013 FNS歌謡祭（2013年12月4日、フジテレビ） - 総合司会
- なるほど!ザ・ワールド2015秋（2015年10月10日、フジテレビ） - 司会[26]
- テレメンタリー2016「スイス 消えていく氷河」（2016年4月2日、北海道テレビ制作・テレビ朝日系） - ナレーション[27]
- 教えてもらう前と後（2017年10月17日 - 2021年9月27日、毎日放送） - レギュラーMC[28]
- モノづくりニッポン（2021年4月1日 - 、テレビ東京） - ナレーション

### アニメ
- 東京マグニチュード8.0 （2009年、フジテレビ） - 本人役

### 映画
- ネイチャー（2014年5月2日） - ナレーション

### 劇場アニメ
- リトルプリンス 星の王子さまと私（2015年11月21日） - バラ 役（日本語吹替版）

### CM
- 住友不動産販売「住友の仲介STEP（ステップ）」 （1990年 - 1991年）
- 資生堂
  - 「TSUBAKI」 （2009年10月2日 - ）- ナレーションも担当
  - 「リバイタル グラナス プラチナムシステム」 （2009年10月 - ）- ナレーションも担当
  - 「ELIXIR WHITE」 （2014年10月 - 2016年3月）
- トヨタ自動車
  - 「ヴァンガード」（2010年）
  - 「シエンタ」（2015年 - 、ハメス・ロドリゲスと共演）
  - 「特アクア・特プリウス」（2017年）
  - 「安全安心 自動ブレーキ編／ICS編」（2017年）
  - 「トヨタ今がチャンスキャンペーン」（2017年）
- 東京電力「Switch!・オール電化シリーズ」（2010年4月 - 2011年3月）
- サントリー「Rerax」（2010年4月 – ）
- パナソニック「VIERA」「DIGA」（2010年8月 – ）
- 日本通運「グローバルロジスティクス」（2011年4月 – ）
- 武田薬品工業「アリナミンEXプラス」（2011年8月 – 2013年6月）
- スズキ
  - 「低燃費ならスズキのエコカー」（2011年11月 - ）
  - ワゴンR リミテッドII「特別なワゴンR」編（2012年1月 - ）
- 日本生命「ニッセイみらいファクトリー」 ピンクリボンキャンペーン編、みらいのカタチ 3大疾病保障保険篇（共に2012年9月 -、同社のPRスーパーバイザー兼任）
- 任天堂
  - 「Wii U」（2012年11月 – ）ナレーション、ナビゲーター
  - 「New スーパーマリオブラザーズ U」（2012年12月 -、佐藤隆太と共演）
  - 「Wii Sports Club」（2013年10月 – ）
- サッポロビール「ヱビスビール」（2013年6月 - ）
- ACジャパン
  - 「原点」（2012年7月 – 2013年6月）- ナレーションのみ
  - 「対話」（2013年7月 – ）
- 西日本旅客鉄道「あしたセレンディピティ 宣言編」（2015年2月 - ）
- ライオン「バファリンプレミアム」TIME IN A BOX 速く効く、だけじゃない篇（2018年7月 - ）
- キリンビール「本麒麟」「滝川クリステルさん」篇（2019年7月 - ・江口洋介と共演 ※2019年8月、妊娠が判明したことにより、滝川が出演のコマーシャルは打ち切り）
- グレイステクノロジー（2021年4月 - ）
- 中小企業のチカラ 中⼩企業からニッポンを元気にプロジェクト（2022年1月 - ）[29]

### ラジオ
- SAUDE! SAUDADE...（2010年4月 - 2019年12月・2020年4月 -[注 3] 、J-WAVE）

### インターネット配信
- 今、何を考え、どう動くべきか。（2014年1月 - 、Japan In-Depth）

## 書籍
単著
- 生き物たちへのラブレター 生物多様性の星に生まれて(小学館SJ・MOOK)（2010年10月8日、小学館）ISBN 978-4091042842
- 恋する理由 私の好きなパリジェンヌの生き方（2011年4月15日、講談社）ISBN 978-4062168304

共著
- リトルプリンス・トリック “星の王子”からのメッセージ（2015年11月20日、講談社、ISBN 978-4062198530） - 滝川美緒子との共著

## 同期入社

### 共同テレビ
- 相川梨絵（元：セント・フォース所属、2012年3月引退）
- 安藤幸代（元：ハーモニープロモーション所属、現：セント・フォース所属）

### フジテレビ
- 千野志麻（元：ハーモニープロモーション所属）
- 政井マヤ（現：俳優・前川泰之夫人）
- 梅津弥英子（大学の同級生で同じゼミ）